# Ekaterina Dafovska
Ekaterina Stefanova Dafovska (en bulgare : Екатерина Стефанова Дафовска), née le 28 novembre 1975 à Tchepelare, est une biathlète bulgare. Elle est championne olympique de l'individuel en 1998, remportant la première médaille d'or de la Bulgarie dans l'histoire des Jeux olympiques d'hiver.

## Biographie
Ekaterina Dafovska commence sa carrière internationale lors de la saison 1992-1993.
Elle obtient ses deux seuls podiums aux Championnats du monde en 1995 et 1997, où elle remporte à chaque fois la médaille de bronze sur l'individuel. Aux Jeux olympiques d'hiver de 1998, elle crée la surprise en remportant la médaille d'or sur l'individuel. Aux Jeux olympiques d'hiver de 2002, elle se classe notamment cinquième de l'individuel et quatrième du relais.
Lors de la saison 2002-2003, après une absences de succès depuis le titre olympique de 1998, elle ajoute quatre victoires en Coupe du monde à son palmarès et termine au quatrième rang du classement général. Elle gagne son dernier titre sur la scène internationale en 2004 lors des Championnats d'Europe (victoire sur l'individuel). Aux Championnats du monde 2005, elle est encore cinquième de l'individuel.
Elle reste compétitive jusqu'en 2006, participant à ses quatrièmes Jeux olympiques à Turin, où elle se classe huitième de la mass start, avant de prendre sa retraite.
Elle ouvre ensuite un hôtel en Bulgarie.

## Palmarès

### Jeux olympiques d'hiver
| Épreuve / Édition      | Individuel                     | Sprint | Poursuite                        | Départ en masse                  | Relais |
| ---------------------- | ------------------------------ | ------ | -------------------------------- | -------------------------------- | ------ |
| JO 1994 Lillehammer    | —                              | 29e    | Épreuve inexistante à cette date | Épreuve inexistante à cette date | 13e    |
| JO 1998 Nagano         | Médaille d'or, Jeux olympiques | 29e    | Épreuve inexistante à cette date | Épreuve inexistante à cette date | 16e    |
| JO 2002 Salt Lake City | 5e                             | 15e    | 10e                              | Épreuve inexistante à cette date | 4e     |
| JO 2006 Turin          | 11e                            | 33e    | 28e                              | 8e                               | 8e     |

Légende :
- : épreuve inexistante ou non-olympique.

### Championnats du monde
| Mondiaux \ Épreuve      | individuel                | Sprint            | Poursuite                        | Départ en masse                  | Relais            | Relais mixte                     | Course par équipes               |
| 1995 Antholz Anterselva | Médaille de bronze, monde | 31e               | Épreuve inexistante à cette date | Épreuve inexistante à cette date | 7e                | Épreuve inexistante à cette date | 7e                               |
| 1997 Osrblie            | Médaille de bronze, monde | 19e               | 6e                               | Épreuve inexistante à cette date | 11e               | Épreuve inexistante à cette date | 8e                               |
| 1998 Pokljuka           | JO Nagano                 | JO Nagano         | 4e                               | Épreuve inexistante à cette date | JO Nagano         | Épreuve inexistante à cette date | -                                |
| 1999 Kontiolahti Oslo   | 10e                       | 14e               | 14e                              | 6e                               | 9e                | Épreuve inexistante à cette date | Épreuve inexistante à cette date |
| 2002 Oslo               | JO Salt Lake City         | JO Salt Lake City | JO Salt Lake City                | 4e                               | JO Salt Lake City | Épreuve inexistante à cette date | Épreuve inexistante à cette date |
| 2001 Pokljuka           | 18e                       | 18e               | 10e                              | 18e                              | 6e                | Épreuve inexistante à cette date | Épreuve inexistante à cette date |
| 2003 Khanty-Mansiysk    | 8e                        | 29e               | 25e                              | 11e                              | 7e                | Épreuve inexistante à cette date | Épreuve inexistante à cette date |
| 2004 Oberhof            | 17e                       | 21e               | 16e                              | 6e                               | 6e                | Épreuve inexistante à cette date | Épreuve inexistante à cette date |
| 2005 Hochfilzen         | 5e                        | 21e               | 12e                              | 22e                              | 6e                | -                                | Épreuve inexistante à cette date |

Légende :

 : troisième place, médaille de bronze

 : épreuve inexistante ou ne figurant pas au programme

— : pas de participation à cette épreuve

### Coupe du monde
- Meilleur classement général : 4e 2003.
- 14 podiums individuels : 5 victoires, 3 deuxièmes places et 6 troisièmes places.
- 2 podiums en relais : 2 troisièmes places.

#### Détail des victoires
| Saison \ Épreuve | Individuel               | Sprint  | Poursuite          | Mass start | Total |
| 1997-1998        | Nagano (Jeux olympiques) |         |                    |            | 1     |
| 2002-2003        | Antholz-Anterselva       | Oberhof | Osrblie Ruhpolding |            | 4     |
| Total            | 2                        | 1       | 2                  | 0          | 5     |

#### Classements annuels
| Année | Classement général final |
| 1994  | 38e                      |
| 1995  | 25e                      |
| 1996  | 48e                      |
| 1997  | 17e                      |
| 1998  | 16e                      |
| 1999  | 11e                      |
| 2001  | 19e                      |
| 2002  | 11e                      |
| 2003  | 4e                       |
| 2004  | 14e                      |
| 2005  | 21e                      |
| 2006  | 27e                      |

### Championnats d'Europe
- Médaille d'or de l'individuel en 2004.
- Médaille d'argent du relais en 2006.
- Médaille de bronze du sprint en 2006.

## Distinctions
- Sportive bulgare de l'année 1998[2].